# Plastieken Walvis
De plastieken walvis is een fictief toestel uit de stripreeks Jommeke. De plastieken walvis werd uitgevonden door Professor Jeremias Gobelijn en werd in 1972 geïntroduceerd in het album De plastieken walvis, het vijftigste in de reeks. Het gaat om een blauwe duikboot in de vorm van een walvis gemaakt uit een speciale plasticsoort. Met de duikboot kan de diepzee worden onderzocht.

## Beeld
In 2022 werd in de vijver van het Steytelinckpark in Wilrijk een beeld van de plastieken walvis onthuld. Het beeld is gemaakt van afval en was het sluitstuk van een zwerfvuilproject. Wilrijk is de plaats waar tekenaar Jef Nys voor het eerst Jommeke tekende. Tevens overleed hij hier.

## Albums
De plastieken walvis komt onder ander voor in de albums De plastieken walvis, De zingende oorbellen, Alarm in de rode baai, De haaienrots, Het monster uit de diepte, Het probleem van Jeff Klaxon, De vurige inktvis, De komkommerprinses, Het Zeemeerdinges, De blauwe wenssteen en De onderwatertoerist.